# Clypeobarbus bomokandi
Clypeobarbus bomokandi är en fiskart som först beskrevs av Myers 1924.  Clypeobarbus bomokandi ingår i släktet Clypeobarbus och familjen karpfiskar. IUCN kategoriserar arten globalt som otillräckligt studerad. Inga underarter finns listade i Catalogue of Life.